# Тангуэй, Алекс
Алекс Тангуэй (традиционное написание фамилии; правильное произношение Танге, англ. Alex Tanguay; 21 ноября 1979, Сент-Жюстин, Квебек, Канада) — канадский хоккеист, крайний нападающий. Обладатель Кубка Стэнли в 2001 году в составе «Колорадо Эвеланш».

## Игровая карьера
Начинал играть в Юниорской лиге Квебека за команду «Галифакс Мусхэдс».
На драфте НХЛ 1998 был выбран клубом «Колорадо Эвеланш» в первом раунде под общим 12-м номером. В сезоне 1999/00 дебютировал в составе «Колорадо».
После первого сезона в качестве новичка Алекс был номинирован на Колдер Трофи. В 2001 году выиграл Кубок Стэнли, забив победный гол в седьмой игре финальной серии против «Нью-Джерси Девилз». В 2004 году принял участие в матче всех звёзд НХЛ. В июле 2006 года, после шести сезонов в «Колорадо», был обменян в «Калгари Флэймз». Провёл в Калгари два сезона. Затем поиграл за «Монреаль Канадиенс» и «Тампу-Бэй Лайтнинг». В июле 2010 года Тангуэй вернулся в «Калгари» как неограниченно свободный агент.
27 июня 2013 года Алекс Тангуэй вместе с Кори Саричем был обменян в «Колорадо Эвеланш», с которым заключил трехлетний контракт на $ 16 млн.
3 марта 2016 года стал частью сделки в переходе Миккеля Бёдкера, перейдя в «Аризону Койотис». 16 февраля 2017 года завершил карьер и стал экспертом на телеканале NHL Network.

## Статистика
| Легенда | Легенда                    | Легенда | Легенда                   | Легенда | Легенда    |
| ------- | -------------------------- | ------- | ------------------------- | ------- | ---------- |
| И       | Количество проведённых игр | Штр     | Штрафное время            | +/−     | Плюс-минус |
| Г       | Голы                       | П       | Голевые передачи          | О       | Очки       |
| -       | Статистика неизвестна      | —       | Статистика не учитывалась |         |            |